# Мехия Лекерика, Хосе
Xoce Мехия Лекерика (исп. José Mejía Lequerica; 1777, Кито — 1813, Кадис Испания) — латиноамериканский политик, оратор, креольский представитель в Кадисских кортесах, ботаник, журналист.

## Биография

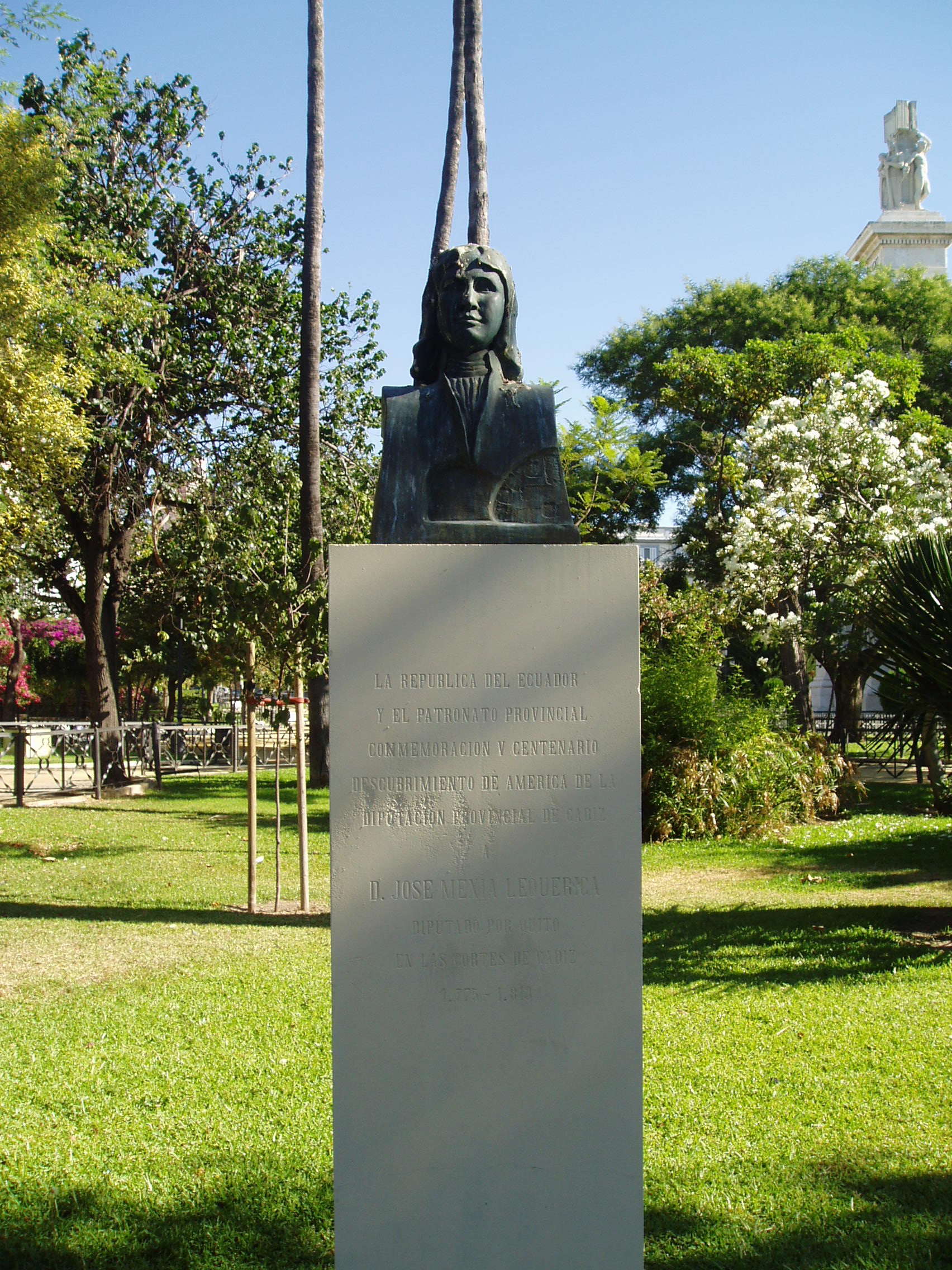
Бюст Xoce Мехии Лекерики в Кадисе

Будущий политический деятель Кито (современный Эквадор) родился в семье адвоката. Изучал философию и теологию. В 1805 году стал бакалавром медицины, а затем бакалавром канонического права.
В 1807 году отправился в Испанию.
Находясь в Испании во время вторжения войск Наполеона I, сражался в рядах испанской армии, участвовал в освободительном восстании 2 мая 1808.
В Кадисских кортесах (1810) представлял вице-королевство Новая Гранада.
Отстаивал освободительные идеи, защиту гражданских прав и выступал за отмену инквизиции и работорговли, свободу, независимость и свободу мысли.
Был женат на Мануэле Эспехо.

## Память
В честь Xoce Мехия Лекерика назван Национальный институт Мехия в Кито (исп. Instituto Nacional Mejía).